# Stefan Matzner
Stefan Matzner (Korneuburg, 24 april 1993) is een Oostenrijks baanwielrenner.

## Carrière
Als junior werd Matzner tweemaal derde in de 1-kilometertijdrit op het nationale kampioenschap. Als eliterenner behaalde hij in 2017 goud op dat onderdeel. In de vier voorgaande jaren verzamelde hij drie gouden en vier zilveren medailles in verschillende onderdelen.
Op de weg nam Matzner in 2013, toen hij onder contract stond bij Arbö Gebrüder Weiss-Oberndorfer, deel aan het nationale kampioenschap op de weg. Die wedstrijd, die werd gewonnen door Riccardo Zoidl, reed hij echter niet uit.

## Palmares
| Jaar     | OK                                                           | EK          | WK       | Overig                                |
| Junioren | Junioren                                                     | Junioren    | Junioren | Junioren                              |
| -------- | ------------------------------------------------------------ | ----------- | -------- | ------------------------------------- |
| 2010     | 1km                                                          |             |          |                                       |
| 2011     | 1km                                                          |             |          |                                       |
| Elite    |                                                              |             |          |                                       |
| 2013     | Ploegkoers, Scratch, 1km, Puntenkoers, Achtervolging         |             |          |                                       |
| 2014     |                                                              |             |          |                                       |
| 2015     | Scratch, Achtervolging, Omnium                               |             |          |                                       |
| 2016     | Sprint, Achtervolging, Teamsprint, Koppelkoers, Scratch      |             |          |                                       |
| 2017     | 1km, Puntenkoers, Sprint, Achtervolging, Omnium, koppelkoers |             |          |                                       |
| 2018     | Sprint, 1km, Koppelkoers                                     | Puntenkoers |          | WB Saint-Quentin-en-Yvelines: Scratch |
| 2019     | Scratch, Koppelkoers, 1km                                    |             |          |                                       |
| 2020     | koppelkoers                                                  |             |          |                                       |

## Ploegen
- 2013 –  Arbö Gebrüder Weiss-Oberndorfer

Edmüller · Erler · Gogl · Hasibeder · Homolka · Kendler · Kratochvila · Kuen · Lechner · Matzner · Müller · Ranacher · Reiter · Schrangl · Zeller